# Kinga (langue)
Le kinga, aussi appelé kikinga (Kɨkɨnga en kinga), est une langue bantoue parlée en Tanzanie par les Kinga.

## Sources
- (de) Thilo Schadeberg, Zur Lautstruktur des Kinga (Tanzania) (thèse), Marburg, Philipps-Universität, 1971
- (en) Thilo C. Schadeberg, « Kinga: a restricted tone system », Studies in African Linguistics, vol. 4, no 1,‎ 1973, p. 23-48 (DOI 10.32473/sal.v4i1, lire en ligne)
- (en) R. Wolff, Grammatik der Kinga-sprache (Deutsch-Ostafrika, Nyassagebiet) nebst Texten und Wörterverzeichnis, Kommissionsverlag von G. Reimer, 1905 (lire en ligne)